# Volvo 164
Volvo 164 е лек автомобил среден висок клас, произвеждан от шведската компания Volvo Cars през 1968-1975. Предлаган като седан с 4 врати. За задвижването беше използван шестцилиндров шестцилиндров двигател. Мощността е прехвърлена към задните колела чрез 4-степенна механична или 3-степенна автоматична трансмисия. Той е заменен от моделите от 200 серии.

## Технически спецификации (164 E)

### Двигател
- R6 3.0 л (2978 cm³), 2 клапана на цилиндър, OHV
- Електрозахранване: впръскване на гориво
- Диаметър × ход: 88.90 mm × 80.00 mm
- Степен на компресия: 10.0: 1
- Максимална мощност: 177.4 к.с. (130.5 kW) при 5800 оборота в минута
- Максимален въртящ момент: 241 N • m при 2500 rpm

### Други характеристики
- Максимална скорост: 188 км / ч

## библиография
- анг. достъп 12-01-2019

|  | Тази страница частично или изцяло представлява превод на страницата Volvo 164 в Уикипедия на полски. Оригиналният текст, както и този превод, са защитени от Лиценза „Криейтив Комънс – Признание – Споделяне на споделеното“, а за съдържание, създадено преди юни 2009 година – от Лиценза за свободна документация на ГНУ. Прегледайте историята на редакциите на оригиналната страница, както и на преводната страница, за да видите списъка на съавторите. ВАЖНО: Този шаблон се отнася единствено до авторските права върху съдържанието на статията. Добавянето му не отменя изискването да се посочват конкретни източници на твърденията, които да бъдат благонадеждни. |